# Wereldkampioenschappen schaatsen afstanden 2008 - 5000 meter vrouwen
De wereldkampioenschappen schaatsen afstanden 2008 - 5000 meter vrouwen werd gehouden op zondag 9 maart 2008 op de M-Wave in Nagano, Japan.

## Uitslag[1]
| #      | Schaatser            | Tijd    |
| ------ | -------------------- | ------- |
| Goud   | Martina Sáblíková    | 6.58,22 |
| Zilver | Clara Hughes         | 7.04,79 |
| Brons  | Kristina Groves      | 7.04,94 |
| 4      | Claudia Pechstein    | 7.05,44 |
| 5      | Daniela Anschütz     | 7.07,23 |
| 6      | Renate Groenewold    | 7.07,64 |
| 7      | Masako Hozumi        | 7.12,05 |
| 8      | Paulien van Deutekom | 7.12,77 |
| 9      | Diane Valkenburg     | 7.14,18 |
| 10     | Katrin Mattscherodt  | 7.18,16 |
| 11     | Catherine Raney      | 7.20,15 |
| 12     | Christine Nesbitt    | 7.21,04 |
| 13     | Anna Rokita          | 7.22,02 |
| 14     | Cathrine Grage       | 7.22,30 |
| 15     | Eriko Ishino         | 7.26,65 |
| 16     | Mari Hemmer          | 7.28,83 |

## Loting[2]
| Rit | Binnenbaan          | Buitenbaan           |
| --- | ------------------- | -------------------- |
| 1   | Cathrine Grage      | Mari Hemmer          |
| 2   | Anna Rokita         | Christine Nesbitt    |
| 3   | Katrin Mattscherodt | Masako Hozumi        |
| 4   | Eriko Ishino        | Diane Valkenburg     |
| 5   | Daniela Anschütz    | Clara Hughes         |
| 6   | Catherine Raney     | Paulien van Deutekom |
| 7   | Renate Groenewold   | Kristina Groves      |
| 8   | Martina Sablikova   | Claudia Pechstein    |

1996 · 
1997 · 
1998 · 
1999 · 
2000 · 
2001 · 
2003 · 
2004 · 
2005 · 
2007 · 
2008 · 
2009 · 
2011 · 
2012 · 
2013 · 
2015 · 
2016 · 
2017 · 
2019 · 
2020 · 
2021 · 
2023 · 
2024 · 
2025